# مونشو
مونشو (به فرانسوی: Moncheux) یک کمون در فرانسه است که در Canton of Verny واقع شده‌است.

## خصوصیات
مونشو ۷٫۳۵ کیلومترمربع مساحت و ۱۲۰ نفر جمعیت دارد و ۴۰۰ متر بالاتر از سطح دریا واقع شده‌است.